# Капсаицин
Капсаицин (8-метил-N-ванилил-6-моненамид, (CH3)24263-4-(OH)-3-(OCH3)) је активна компонента љутих папричица, биљака које припадају роду Capsicum. Капсаицин делује као иритант на сисаре, укључујући људе, код којих изазива осећај печења на било ком ткиву са којим ступи у контакт. Капсаицин и неколико сродних једињења се називају капсаициноидима а производе их љуте папричице као секундарни метаболит, који одбија одређене биљоједе и гљиве. Чисти капсаицин је хидрофобно, безбојно, безмирисно кристаласто до воскасто једињење.

## Историја
Молекул је у кристалном облику први изоловао П. А. Бухолц, а 30 година касније и Л. Т. Треш, који му је дао име капсаицин. 1878, мађарски доктор Ендре Хегјес га је изоловао и доказао да не само да изазива осећај печења у додиру са мукозном мембраном, већ и повећано излучивање желудачног сока. Структуру капсаицина је делимично разјаснио Е. К. Нелсон 1919. године.
Капсаицин су први изоловали Е. Спат и Ф. С. Дарлинг 1930. Сличне супстанце су из љутих папричица 1961. изоловали јапански хемичари С. Косуге и Ј. Инагаки, који су им дали име капсаициноиди.

### Општа литература
- Dray A (1992). „Mechanism of action of capsaicin-like molecules on sensory neurons”. Life Sci. 51 (23): 1759—65. PMID 1331641. doi:10.1016/0024-3205(92)90045-Q.
- Garnanez RJ, McKee LH (2001) "Temporal effectiveness of sugar solutions on mouth burn by capsaicin" IFT Annual Meeting 2001
- Henkin R (1991). „Cooling the burn from hot peppers”. JAMA. 266 (19): 2766. PMID 1942431. doi:10.1001/jama.266.19.2766b.
- Nasrawi CW, Pangborn RM (1990). „Temporal effectiveness of mouth-rinsing on capsaicin mouth-burn”. Physiol. Behav. 47 (4): 617—23. PMID 2385629. doi:10.1016/0031-9384(90)90067-E.
- Tewksbury JJ, Nabhan GP (2001). „Seed dispersal. Directed deterrence by capsaicin in chilies”. Nature. 412 (6845): 403—4. PMID 11473305. doi:10.1038/35086653.
- Kirifides ML, Kurnellas MP, Clark L, Bryant BP (2004). „Calcium responses of chicken trigeminal ganglion neurons to methyl anthranilate and capsaicin”. J. Exp. Biol. 207 (Pt 5): 715—22. PMID 14747403. doi:10.1242/jeb.00809.
- Tarantula Venom, Chili Peppers Have Same "Bite," Study Finds http://news.nationalgeographic.com/news/2006/11/061108-tarantula-venom.html
- J. King; H. Wickes Felter; J. Uri Lloyd (1905). A King's American Dispensatory. Eclectic Medical Publications. ISBN 978-1-888483-02-4.